# Finland op de Olympische Zomerspelen 1968
Finland nam deel aan de Olympische Zomerspelen 1968 in Mexico-Stad, Mexico. Op de vorige Spelen werden onder meer drie gouden medailles gewonnen. Dit keer slechts een.

## Medailleoverzicht
| Sport         | Olympiër           | Onderdeel         | Medaille |
| ------------- | ------------------ | ----------------- | -------- |
| Gewichtheffen | Kaarlo Kangasniemi | -90kg (m)         | Goud     |
| Atletiek      | Jorma Kinnunen     | speerwerpen (m)   | Zilver   |
| Turnen        | Olli Laiho         | paard voltige (m) | Zilver   |
| Boksen        | Arto Nilsson       | -63,5kg (m)       | Brons    |

## Deelnemers en resultaten

### Atletiek
| Olympiër        | Onderdeel                | Resultaat | Prestatie                                                       |
| --------------- | ------------------------ | --------- | --------------------------------------------------------------- |
| Pekka Vasala    | 1500m (m)                | 47e       | serie 4: 9de in 4.08,51                                         |
| Jaakko Tuominen | 400m horden (m)          | 11e       | serie 4: 4de in 50,6 halve finale 1: 6de in 50,8                |
| Pentti Rummakko | marathon (m)             | DNF       | niet gefinisht                                                  |
| Pertti Pousi    | verspringen (m)          | 18e       | kwalificatie groep B: 9de met 7,63m                             |
| Pertti Pousi    | hink-stap-springen (m)   | 18e       | kwalificatie groep B: 11de met 15,84m                           |
| Altti Alarotu   | polsstokhoogspringen (m) | 14e       | kwalificatie groep A: 2de met 4,90m finale: 14de met 5,00m      |
| Erkki Mustakari | polsstokhoogspringen (m) | DNF       | kwalificatie groep A: 2de met 4,90m finale: geen geldige poging |
| Jorma Kinnunen  | speerwerpen (m)          | Zilver    | kwalificatie groep A: 3de met 83,16m finale: 2de met 88,58m     |
| Pauli Nevala    | speerwerpen (m)          | 14e       | kwalificatie groep A: 12de met 77,90m                           |
|                 |                          |           |                                                                 |
| Eeva Haimi      | 400m (v)                 | 21e       | serie 4: 6de in 55,0                                            |
| Eeva Haimi      | 800m (v)                 | 21e       | serie 3: 5de in 2.09,6                                          |
| Kaisa Launela   | speerwerpen (v)          | 8e        | 53,96m                                                          |

### Boksen
| Olympiër        | Onderdeel   | Resultaat | Prestatie |
| --------------- | ----------- | --------- | --- |
| Jouko Lindbergh | -54kg (m)   | 17e       | 1ste ronde: vrij 2de ronde: V van GBR Carter: 0-5 |
| Risto Meronen   | -57kg (m)   | 33e       | 1ste ronde: V van URS Plotnikov: 0-5 |
| Erik Nikkinen   | -60kg (m)   | 17e       | 1ste ronde: vrij 2de ronde: V van ROU Cutov: 0-5 |
| Arto Nilsson    | -63,5kg (m) | Brons     | 1ste ronde: vrij 2de ronde: W van KEN Olulu: 5-0 3de ronde: W van FRG Puzicha: 3-2 kwartfinale: W van BUL Stoitchev: scheidsrechterlijke beslissing halve finale: V van POL Kulej: 0-5 |
| Risto Meronen   | -67kg (m)   | 33e       | 1ste ronde: V van GDR Kottysch: scheidsrechterlijke beslissing |

### Gewichtheffen
| Olympiër           | Onderdeel   | Resultaat | Prestatie                                                                                                 |
| ------------------ | ----------- | --------- | --- |
| Jouni Kailajavi    | -82,5kg (m) | 7e        | drukken: 9de met 140 kg trekken: 9de met 130 kg stoten: 6de met 175 kg totaal: 345 kg                     |
| Jaakko Kailajarvi  | -90kg (m)   | 5e        | drukken: 12de met 145 kg trekken: 2de met 150 kg stoten: 2de met 190 kg totaal: 485 kg                    |
| Kaarlo Kangasniemi | -90kg (m)   | Goud      | drukken: 1ste met 172,5 kg (OR) trekken: 1ste met 157,5 kg (WR) stoten: 3de met 187,5 kg totaal: 517,5 kg |
| Kalevi Lahdenranta | +90kg (m)   | 7e        | drukken: 8ste met 160 kg trekken: 5de met 147,5 kg stoten: 10de met 185 kg totaal: 492,5 kg               |
| Mauno Lindroos     | +90kg (m)   | 6e        | drukken: 10de met 157,5 kg trekken: 7de met 145 kg stoten: 7de met 192,5 kg totaal: 495 kg                |

### Kanovaren
| Olympiër                                                             | Onderdeel     | Resultaat | Prestatie                                                                         |
| -------------------------------------------------------------------- | ------------- | --------- | --------------------------------------------------------------------------------- |
| Jouko Viitamäki                                                      | K-1 1000m (m) | 18e       | serie 3: 6de in 4.22,2 herkansingen: 3de in 4.25,8 halve finale 2: 6de in 4.21,52 |
| Karl-Gustav von Alfthan Heikki Mäkelä                                | K-2 1000m (m) | DNS       | serie 2: niet gestart                                                             |
| Karl-Gustav von Alfthan Heikki Mäkelä Jorma Lehtosalo Ilkka Nummisto | K-4 1000m (m) | 5e        | serie 1: 3de in 3.21,1 halve finale 2: 2de in 3.21,70 finale: 5de in 3.17,28      |

### Moderne vijfkamp
| Olympiër                              | Onderdeel       | Resultaat | Prestatie    |
| ------------------------------------- | --------------- | --------- | ------------ |
| Seppo Aho                             | individueel (m) | 18e       | 4497 punten  |
| Jorma Hotanen                         | individueel (m) | 34e       | 4231 punten  |
| Martti Ketela                         | individueel (m) | 20e       | 4446 punten  |
| Seppo Aho Jorma Hotanen Martti Ketela | team (m)        | 5e        | 13238 punten |

### Roeien
| Olympiër                       | Onderdeel       | Resultaat | Prestatie                                            |
| ------------------------------ | --------------- | --------- | ---------------------------------------------------- |
| Pekka Sylvander Kauko Hänninen | twee-zonder (m) | 15e       | serie 3: 5de in 7.37,34 herkansingen: 5de in 7.40,50 |

### Schietsport
| Olympiër         | Onderdeel               | Resultaat | Prestatie                       |
| ---------------- | ----------------------- | --------- | ------------------------------- |
| Jaakko Minkkinen | 50m geweer 3 houdingen  | 36e       | 1132 punten: (391-385-365)      |
| Simo Morri       | 50m geweer 3 houdingen  | 33e       | 1133 punten: (394-378-361)      |
| Jaakko Minkkinen | 50m geweer liggend      | 40e       | 589 punten: (99-98-97-99-98-98) |
| Simo Morri       | 50m geweer liggend      | 50e       | 587 punten: (97-96-98-99-98-99) |
| Osmo Ala-Honkola | 300m geweer 3 houdingen | 19e       | 1120 punten: (391-384-364)      |
| Juhani Laakso    | 300m geweer 3 houdingen | 11e       | 1135 punten: (382-386-367)      |
| Matti Patteri    | 50m pistool             | 9e        | 554 punten: (92-94-91-94-88-95) |
| Seppo Saarenpää  | 50m pistool             | 22e       | 546 punten: (91-91-90-93-89-92) |
| Immo Huhtinen    | 25m snelvuurpistool     | 15e       | 586 punten: (292-294)           |
| Pentti Linnosvuo | 25m snelvuurpistool     | 11e       | 587 punten: (296-291)           |
| Tuukka Mäkelä    | skeet                   | 22e       | 189 punten                      |

### Schoonspringen
| Olympiër         | Onderdeel    | Resultaat | Prestatie                                                      |
| ---------------- | ------------ | --------- | -------------------------------------------------------------- |
| Pentti Koskinen  | 3m plank (m) | 12e       | voorronde: 8ste met 95,99 punten finale: 12de met 137,8 punten |
|                  |              |           |                                                                |
| Tarja Liljeström | 3m plank (v) | 14e       | voorronde: 14de met 81,80 punten                               |

### Turnen
| Olympiër                                                                                | Onderdeel                | Resultaat | Prestatie     |
| --------------------------------------------------------------------------------------- | ------------------------ | --------- | ------------- |
| Olli Laiho                                                                              | paard voltige (m)        | Zilver    | 19,225 punten |
| Reino Heino                                                                             | meerkamp individueel (m) | 67e       | 106,90 punten |
| Olli Laiho                                                                              | meerkamp individueel (m) | 41e       | 108,95 punten |
| Mauno Nissinen                                                                          | meerkamp individueel (m) | 17e       | 111,60 punten |
| Juhani Rahikainen                                                                       | meerkamp individueel (m) | 48e       | 108,60 punten |
| Hannu Rantakari                                                                         | meerkamp individueel (m) | 73e       | 106,30 punten |
| Heikki Sappinen                                                                         | meerkamp individueel (m) | 40e       | 109,05 punten |
| Reino Heino Olli Laiho Mauno Nissinen Juhani Rahikainen Hannu Rantakari Heikki Sappinen | meerkamp team (m)        | 10e       | 547,05 punten |

### Wielersport
| Olympiër                                                    | Onderdeel                     | Resultaat | Prestatie      |
| Baan                                                        | Baan                          | Baan      | Baan           |
| ----------------------------------------------------------- | ----------------------------- | --------- | -------------- |
| Raimo Suikkanen                                             | tijdrit (m)                   | 23e       | 1.08,92        |
| Ole Wackström                                               | individuele achtervolging (m) | 16e       |                |
| Weg                                                         |                               |           |                |
| Raimo Honkanen                                              | wegwedstrijd (m)              | 37e       | 4:47.57        |
| Raimo Suikkanen                                             | wegwedstrijd (m)              | DNF       | niet gefinisht |
| Mauno Uusivirta                                             | wegwedstrijd (m)              | 46e       | 4:52.50        |
| Ole Wackström                                               | wegwedstrijd (m)              | 57e       | 5:05.18        |
| Mauno Uusivirta Ole Wackström Raimo Honkanen Raimo Suikkane | ploegentijdrit (m)            | 19e       | 2:20.55,47     |

### Worstelen
| Olympiër         | Onderdeel    | Resultaat    | Prestatie |
| Vrije stijlk     | Vrije stijlk | Vrije stijlk | Vrije stijlk |
| ---------------- | ------------ | ------------ | --- |
| Pekka Alanen     | -57kg (m)    | 12e          | 1ste ronde: W van ROU Cristea 2de ronde: V van MEX Lopez 3de ronde: V van URS Aliyev                                                             |
| Grieks-Romeins   |              |              | |
| Jussi Vesterinen | -52kg (m)    | 6e           | 1ste ronde: W van JPN Ishiguro 2de ronde: V van POL Michalik 3de ronde: W van GRE Ganotis 4de ronde: V van FRG Lacour 5de ronde: V van HUN Alker |
| Risto Björlin    | -57kg (m)    | 8e           | 1ste ronde: W van GUA Raxon 2de ronde: V van YUG Čović 3de ronde: W van POL Lipień 4de ronde: V van HUN Varga                                    |
| Martti Laakso    | -63kg (m)    | 8e           | 1ste ronde: V van GDR Schneider 2de ronde: W van MEX Contreras 3de ronde: W van BEL Dutz 4de ronde: V van ROU Popescu                            |
| Eero Tapio       | -70kg (m)    | 5e           | |
| Pentti Salo      | -78kg (m)    | 22e          | |
| Teuvo Ojala      | -87kg (m)    | 10e          | |
| Caj Malmberg     | -97kg (m)    | 6e           | |
| Arje Nadbornik   | +97kg (m)    | 13e          | |

### Zeilen
| Olympiër                       | Onderdeel | Resultaat | Prestatie                      |
| ------------------------------ | --------- | --------- | ------------------------------ |
| Jan Winquist                   | finn      | 6e        | 72 punten: (8-8-12-8-5-5-5)    |
| Peter Tallberg Henrik Tallberg | star      | 11e       | 90,7 punten: (7-9-9-19-6-15-9) |

### Zwemmen
| Olympiër      | Onderdeel           | Resultaat    | Prestatie               |
| ------------- | ------------------- | ------------ | ----------------------- |
| Marjatta Hara | 400m vrije slag (v) | 10e          | serie 3: 2de in 4.53,0  |
| Eva Sigg      | 400m vrije slag (v) | 14e          | serie 6: 3de in 4.58,5  |
| Marjatta Hara | 800m vrije slag (v) | 17e          | serie 5: 4de in 10.23,3 |
| Ulla Patrikka | 100m rugslag (v)    | halve finale | serie 3: 4de in 1.11,6  |
| Ulla Patrikka | 200m rugslag (v)    | 18e          | serie 2: 3de in 2.38,1  |
| Eva Sigg      | 200m wisseslag (v)  | 20e          | serie 4: 6de in 2.41,0  |
| Eva Sigg      | 400m wisseslag (v)  | 9e           | serie 2: 2de in 5.37,3  |

Afghanistan · Algerije · Amerikaanse Maagdeneilanden · Argentinië · Australië · Bahama's · Barbados · België · Bermuda · Birma · Bolivia · Bondsrepubliek Duitsland · Brazilië · Brits-Honduras · Bulgarije · Canada · Centraal-Afrikaanse Republiek · Ceylon · Chili · Colombia · Congo-Kinshasa · Costa Rica · Cuba · Denemarken · Dominicaanse Republiek · Duitse Democratische Republiek · Ecuador · El Salvador · Ethiopië · Fiji · Filipijnen · Finland · Frankrijk · Ghana · Griekenland · Groot-Brittannië · Guatemala · Guinee · Guyana · Honduras · Hongarije · Hongkong · Ierland · IJsland · India · Indonesië · Irak · Iran · Israël · Italië · Ivoorkust · Jamaica · Japan · Joegoslavië · Kameroen · Kenia · Koeweit · Libanon · Libië · Liechtenstein · Luxemburg · Madagaskar · Maleisië · Mali · Malta · Marokko · Mexico · Monaco · Mongolië · Nederland · Nederlandse Antillen · Nicaragua · Nieuw-Zeeland · Niger · Nigeria · Noorwegen · Oeganda · Oostenrijk · Pakistan · Panama · Paraguay · Peru · Polen · Portugal · Puerto Rico · Roemenië · San Marino · Senegal · Sierra Leone · Singapore · Soedan · Sovjet-Unie · Spanje · Suriname · Syrië · Taiwan · Tanzania · Thailand · Trinidad en Tobago · Tunesië · Turkije · Tsjaad · Tsjecho-Slowakije · Uruguay · Venezuela · Verenigde Arabische Republiek · Verenigde Staten · Vietnam · Zambia · Zuid-Korea · Zweden · Zwitserland